# Бібліотекар: У пошуках списа долі
«Бібліотекар: У пошуках списа долі» (англ. The Librarian: Quest for the Spear) — пригодницький фільм студій TNT, Electric Entertainment і Apollo ProScreen, перша частина серії фільмів Пітера Вінтера про Бібліотекаря з Ноа Вайлі у головній ролі. Світова прем'єра відбулася 5 грудня 2004 року.

## Сюжет
Студент-історик Флінн Карсон допомагає з будівництвом моделі Великої піраміди в рідному університеті. Викладач дорікає йому, що Флінн не займається нічим, крім навчання, і вже має 22 дипломи, з якими досі не знає «справжнього» життя. Його достроково випускають з університету, мати Флінна, котра постійно опікується ним, безуспішно намагається знайти йому дівчину та роботу. Зрештою вона підкладає синові запрошення на роботу в бібліотеці «Метрополітен».
З-поміж сотень кандидатів завідувачка саме його обирає на посаду особливо Бібліотекаря за надзвичайну спостережливість та ерудицію. Той дізнається, що Бібліотекар тут — це хранитель таємного фонду історичних і магічних предметів. Керівник фонду Джадсон показує численні реліквії та застерігає, що Карсон віднині повинен тримати свою посаду в таємниці.
Флінн дізнається, що попереднього Бібліотекаря було вбито. Невдовзі злодійка Лана з Братства Змії викрадає з фонду частину магічного артефакта, званого Списом Долі. Спис розділено на три частини, які сховано по світу. Згідно легенди, той, хто володітиме списом, матиме вічне життя. Флінн як новий Бібліотекар мусить знайти всі частини списа та не дати лиходіям себе випередити. Карсон вирушає в джунглі Амазонії, де сховану другу частину, керуючись вказівками з книги, написаної стародавньою мовою.
У літаку на Флінна нападають члени Братства, але його рятує жінка Ніколь, знайома з колишнім Бібліотекарем і закохана у нього. Вона звинувачує себе в його смерті. Разом з Флінном вона стрибає з літака та опиняється серед амазонських лісів. Слідом за ними приземляються члени Братства Змії та вирушають на пошуки книги. Мандрівники долають перепони на шляху до Списа, перебираючись через прірву по старому мосту та стрибаючи з урвища у воду. Флінн і Ніколь зустрічають плем'я аборигенів, які розмовляють португальською та впізнають у Карсоні Бібліотекаря. Братство Змії наздоганяє їх і нападає на селище. Ті тікають і знаходять древній храм мая, в якому за легендою зберігаються скарби, в тому числі і Спис.
Вони провалюються крізь землю коло входу та потрапляють у кімнату з пасткою, вийти з якої здатні лише ті, хто розгадає її таємницю. Флінн здогадується, що це копія кімнати в храмі Тіотікаукан і знаходить прихований дзеркалами шлях. На заваді стає наступна пастка зі стрілами і косами, яку допомагає подолати слідування ритму вальсу. Подолавши пастки, мандрівники добираються до Списа, але їх схоплює Братство, ватажком якого виявляється колишній Бібліотекар Вайлд, котрий інсценував свою смерть. Він не може вбити Флінна, тому що тільки він може перекласти написане у книзі.
Братство доставляє Флінна й Ніколь у Тибет. Там, у прихованій країні Шанґрі-Ла, в статуї схована остання частина Списа. Перетнувши гори, вони дістаються до монастиря. Але отримати Спис можливо тільки назвавши ім'я Бога. Флінн не знає його, але коли Братство погрожує застрелити Ніколь, розуміє, що ім'я Бога — «Я», бо Бог є всередині кожної людини. Коли артефакт забирають, спрацьовує пастка, монастир руйнується, а Ніколь і Флінн, скориставшись нагодою, тікають від Братства.
Флінн і Ніколь зупиняються в готелі. Вони усвідомлюють взаємні почуття та проводять разом ніч. На ранок Вайлд викрадає Ніколь і Спис. За допомогою списа він розраховує здобути вічне життя, а Ніколь він бере як трофей. На ранок Флінн виявляє зникнення як напарниці, так і списа, і звертається по допомогу до Джадсона.
Разом вони знаходять місце проведення ритуалу, що має дати Вайлду вічне життя. В певний час верхівка піраміди концентрує космічне проміння, живлячи Спис. За допомогою Списа Вайлд забирає життя та сили в одного зі своїх спільників і збирається зробити теж саме з Ніколь, яка відмовилася йому служити. Флінн рятує її, давши відсіч Вайлду. Він звільняє витягує Ніколь і витягує її з піраміди. Джадсон проявляє героїзм і несподівану силу та спритність, перемігши самотужки членів Братства. Флінн б'ється з Вайлдом за Спис, а Ніколь — з Ланою за Флінна, яка, захоплюючись його героїзмом, пропонує йому разом з нею використати артефакт. Вони порушують камінь, без якого піраміда обвалюється, розчавивши Вайлда верхівкою. Карсон забирає спис і повертає його у фонд.
Флінн, Ніколь і Джадсон повертаються до бібліотеки. На честь Карсона там вішають його портрет. Три місяці по тому Флінн розповідає матері, що задоволений роботою на її подив зустрічається з Ніколь. Та розповідає про нову загрозу і з Флінном вирушає в нову пригоду.

## В ролях
| Актор               | Роль            |
| ------------------- | --------------- |
| Ноа Вайлі           | Флінн Карсон    |
| Соня Волгер         | Ніколь Нун      |
| Боб Ньюхарт         | Джадсон         |
| Кайл Маклаклен      | Едвард Вайлд    |
| Келлі Ху            | Лана            |
| Девід Дайан Фішер   | Родес           |
| Джейн Куртін        | Шарлін          |
| Олімпія Дукакіс     | Мардж Карсен    |
| Ліза Бреннер        | Дебра           |
| Маріо Іван Мартінес | професор Гарріс |

## Цікаві факти
- Слогани фільму:

|  | Коли тобі потрібно врятувати світ, самого інтелекту недостатньо. Оригінальний текст (англ.) Intelligence can only get you so far when you have to save the world. |

|  | Він не хотів бути героєм. Він просто хотів знайти роботу. Оригінальний текст (англ.) He didn't want to be a hero. He only wanted a job. |

- Основні сцени фільму знімалися в Мехіко, Мексика.
- Прем'єра фільму у світі відбулася 5 грудня 2004 року, реліз на DVD — 16 липня 2009.
- В реконструкції піраміди Хеопса в музеї є грубі історичні помилки: парадного входу в гробницю не існувало (єдиний надземний хід на рівні декількох метрів від основи було ретельно замасковано кладкою, поховальний храм розташовувався не всередині піраміди, а недалеко від неї, тому жодної колонної зали в ній бути не може, верхівка піраміди — міфічний пагорб бен-бен — не мала під собою жодних вертикальних шахт або проходів (лише два вузькі діагональні тунелі виходять на поверхні граней піраміди), написів у гробницях фараонів IV династії (до яких і відноситься Хеопс або Хуфу) не зустрічається.[джерело?]
- На матері Флінна у сцені, коли Ніколь приїхала на мотоциклі, висів амулет, який Флінн знайшов у храмі в Амазонці.

## Сиквели
Друга частина трилогії — «Бібліотекар: Повернення в копальні царя Соломона», вийшла 3 грудня 2006 року. На DVD вона з'явилася 19 грудня. Третя частина трилогії — «Бібліотекар: Прокляття Юдиного потиру» — вийшла 7 грудня 2008 року.